# Ėl'vira Chasjanova
Ėl'vira Ramilevna Chasjanova (in russo Эльвира Рамилевна Хасянова?; Mosca, 28 marzo 1981) è una sincronetta russa.

## Palmarès

### Olimpiadi
- 3 medaglie:
  - 3 ori (Atene 2004 a squadre; Pechino 2008 a squadre; Londra 2012 a squadre)

### Mondiali
- 9 medaglie:
  - 9 ori (Fukuoka 2001 a squadre; Barcellona 2003 a squadre; Montréal 2005 a squadre; Melbourne 2007 nel combinato tecnico; Melbourne 2007 a squadre programma tecnico; Melbourne 2007 a squadre programma libero; Shanghai 2011 a squadre programma tecnico; Shanghai 2011 a squadre programma libero; Shanghai 2011 nel combinato libero)

### Europei
- 5 medaglie:
  - 5 ori (Berlino 2002 a squadre; Madrid 2004 a squadre; Budapest 2006 a squadre; Budapest 2010 a squadre; Budapest 2010 nel combinato)